# Irlande aux Jeux olympiques
L'Irlande participa pour la première fois en tant que pays indépendant aux Jeux olympiques d'été de 1924 à Paris. De 1896 à 1920, les athlètes irlandais prenaient part aux Jeux sous la bannière de l’équipe de Grande-Bretagne. Une tentative de présentation d’une équipe indépendante a été faite en 1906, mais le prince Georges de Grèce s’y opposa.
Le pays participe aux Jeux d'hiver depuis 1992, à l'exception de l'édition de 1994.
À la suite d'un accord entre le Comité olympique irlandais et le Comité olympique de Grande-Bretagne, les athlètes d'Irlande du Nord ont la possibilité de choisir sous quelle bannière ils veulent participer aux Jeux olympiques, l'irlandaise ou la britannique.

## Les sportifs médaillés
Cette liste ne prend pas en compte les Irlandais médaillés dans l’équipe de Grande-Bretagne entre 1896 et 1920
| Médaille                            | Nom                                                   | Jeux                | Sport      | épreuve                     |
| ----------------------------------- | ----------------------------------------------------- | ------------------- | ---------- | --------------------------- |
| Médaille d'or, Jeux olympiques      | Pat O'Callaghan                                       | 1928 Amsterdam      | Athlétisme | Lancer du marteau           |
| Médaille d'or, Jeux olympiques      | Bob Tisdall                                           | 1932 Los Angeles    | Athlétisme | 400m haies                  |
| Médaille d'or, Jeux olympiques      | Pat O'Callaghan                                       | 1932 Los Angeles    | Athlétisme | Lancer du marteau           |
| Médaille d'argent, Jeux olympiques  | John McNally                                          | 1952 Helsinki       | Boxe       | Poids coq                   |
| Médaille d'or, Jeux olympiques      | Ronnie Delaney                                        | 1956 Melbourne      | Athlétisme | 1500 mètres                 |
| Médaille d'argent, Jeux olympiques  | Fred Tiedt                                            | 1956 Melbourne      | Boxe       | Poids welter                |
| Médaille de bronze, Jeux olympiques | John Caldwell                                         | 1956 Melbourne      | Boxe       | poids mouche                |
| Médaille de bronze, Jeux olympiques | Freddie Gilroy                                        | 1956 Melbourne      | Boxe       | Poids coq                   |
| Médaille de bronze, Jeux olympiques | Anthony Byrne                                         | 1956 Melbourne      | Boxe       | Poids léger                 |
| Médaille de bronze, Jeux olympiques | Jim McCourt                                           | 1964 Tokyo          | Boxe       | Poids léger                 |
| Médaille de bronze, Jeux olympiques | Hugh Russell                                          | 1980 Moscou         | Boxe       | Poids mouche                |
| Médaille d'argent, Jeux olympiques  | David Wilkins James Wilkinson                         | 1980 Moscou         | Voile      | Flying Dutchman             |
| Médaille d'argent, Jeux olympiques  | John Treacy                                           | 1984 Los Angeles    | Athlétisme | Marathon                    |
| Médaille d'or, Jeux olympiques      | Michael Carruth                                       | 1992 Barcelone      | Boxe       | Poids welter                |
| Médaille d'argent, Jeux olympiques  | Wayne McCullough                                      | 1992 Barcelone      | Boxe       | Poids coq                   |
| Médaille d'or, Jeux olympiques      | Michelle Smith                                        | 1996 Atlanta        | Natation   | 400 mètres nage libre       |
| Médaille d'or, Jeux olympiques      | Michelle Smith                                        | 1996 Atlanta        | Natation   | 200 mètres nage libre       |
| Médaille d'or, Jeux olympiques      | Michelle Smith                                        | 1996 Atlanta        | Natation   | 400 mètres quatre nages     |
| Médaille de bronze, Jeux olympiques | Michelle Smith                                        | 1996 Atlanta        | Natation   | 200 mètres papillon         |
| Médaille d'argent, Jeux olympiques  | Sonia O'Sullivan                                      | 2000 Sydney         | Athlétisme | 5000 mètres                 |
| Médaille d'argent, Jeux olympiques  | Kenny Egan                                            | 2008 Pékin          | Boxe       | poids lourds légers         |
| Médaille de bronze, Jeux olympiques | Paddy Barnes                                          | 2008 Pékin          | Boxe       | poids mouches               |
| Médaille de bronze, Jeux olympiques | Darren Sutherland                                     | 2008 Pékin          | Boxe       | poids moyens                |
| Médaille d'or, Jeux olympiques      | Katie Taylor                                          | 2012 Londres        | Boxe       | poids légers femmes         |
| Médaille d'argent, Jeux olympiques  | Gary O'Donovan Paul O'Donovan                         | 2016 Rio de Janeiro | Aviron     | Deux de couple poids légers |
| Médaille d'argent, Jeux olympiques  | Annalise Murphy                                       | 2016 Rio de Janeiro | Voile      | Laser Radial femmes         |
| Médaille d'or, Jeux olympiques      | Fintan McCarthy Paul O'Donovan                        | 2020 Tokyo          | Aviron     | Deux de couple poids légers |
| Médaille d'or, Jeux olympiques      | Kellie Harrington                                     | 2020 Tokyo          | Boxe       | Poids légers femmes         |
| Médaille de bronze, Jeux olympiques | Aifric Keogh Eimear Lambe Fiona Murtagh Emily Hegarty | 2020 Tokyo          | Aviron     | Quatre sans barreur féminin |
| Médaille de bronze, Jeux olympiques | Aidan Walsh                                           | 2020 Tokyo          | Boxe       | Poids welters hommes        |
| Médaille d'or, Jeux olympiques      | Fintan McCarthy Paul O'Donovan                        | 2024 Paris          | Aviron     | Deux de couple poids légers |
| Médaille d'or, Jeux olympiques      | Daniel Wiffen                                         | 2024 Paris          | Natation   | 800m nage libre             |
| Médaille de bronze, Jeux olympiques | Mona McSharry                                         | 2024 Paris          | Natation   | 100m brasse                 |
| Médaille de bronze, Jeux olympiques | Daire Lynch Philip Doyle                              | 2024 Paris          | Aviron     | Deux de couple              |

## Bilan des médailles par Jeux olympiques
| Année | Médaille d'or, Jeux olympiques | Médaille d'argent, Jeux olympiques | Médaille de bronze, Jeux olympiques | Total             | Rang              |
| 1924  | 0                              | 0                                  | 0                                   | 0                 |                   |
| 1928  | 1                              | 0                                  | 0                                   | 1                 |                   |
| 1932  | 2                              | 0                                  | 0                                   | 2                 | 16e               |
| 1936  | N'a pas participé              | N'a pas participé                  | N'a pas participé                   | N'a pas participé | N'a pas participé |
| 1948  | 0                              | 0                                  | 0                                   | 0                 |                   |
| 1952  | 0                              | 1                                  | 0                                   | 1                 | 34e               |
| 1956  | 1                              | 1                                  | 3                                   | 5                 | 21e               |
| 1960  | 0                              | 0                                  | 0                                   | 0                 |                   |
| 1964  | 0                              | 0                                  | 1                                   | 1                 | 35e               |
| 1968  | 0                              | 0                                  | 0                                   | 0                 |                   |
| 1972  | 0                              | 0                                  | 0                                   | 0                 |                   |
| 1976  | 0                              | 0                                  | 0                                   | 0                 |                   |
| 1980  | 0                              | 1                                  | 1                                   | 2                 | 31e               |
| 1984  | 0                              | 1                                  | 0                                   | 1                 | 33e               |
| 1988  | 0                              | 0                                  | 0                                   | 0                 |                   |
| 1992  | 1                              | 1                                  | 0                                   | 2                 | 32e               |
| 1996  | 3                              | 0                                  | 1                                   | 4                 | 28e               |
| 2000  | 0                              | 1                                  | 0                                   | 1                 | 64e               |
| 2004  | 0                              | 0                                  | 0                                   | 0                 |                   |
| 2008  | 0                              | 1                                  | 2                                   | 3                 | 61e               |
| 2012  | 1                              | 1                                  | 4                                   | 6                 | 41e               |
| 2016  | 0                              | 2                                  | 0                                   | 2                 | 62e               |
| 2020  | 2                              | 0                                  | 2                                   | 4                 | 39e               |
| 2024  | 4                              | 0                                  | 3                                   | 7                 |                   |
| Total | 15                             | 10                                 | 17                                  | 42                | 51e               |

### Bilan des médailles par sport
Après les Jeux olympiques d'été de 2012 à Londres, la Boxe est plus que jamais le sport qui rapporte le plus de récompenses aux sportifs irlandais. 
| Place | Sport      | Médaille d'or, Jeux olympiques | Médaille d'argent, Jeux olympiques | Médaille de bronze, Jeux olympiques | Total |
| 1     | Athlétisme | 4                              | 2                                  | 1                                   | 7     |
| 2     | Natation   | 3                              | 0                                  | 1                                   | 4     |
| 3     | Boxe       | 3                              | 5                                  | 10                                  | 18    |
| 4     | Voile      | 0                              | 2                                  | 0                                   | 2     |
| 5     | Aviron     | 1                              | 1                                  | 1                                   | 3     |
| 6     | Équitation | 0                              | 0                                  | 1                                   | 1     |
| Total | Total      | 11                             | 10                                 | 14                                  | 35    |